# Марини, Франко
Франко Марини (итал. Franco Marini) (9 апреля 1933, Сан-Пио-делле-Камере, провинция Абруццо — 9 февраля 2021) — итальянский политик, член Сената Италии, с 2006 года председатель Сената, член левоцентристской Демократической партии Италии.
Франко Марини имеет юридическое образование, занимался профсоюзной деятельностью. В 1950 году вступил в Христианско-демократическую партию Италии. В 1985 году Марини был избран председателем Итальянской конфедерации профсоюзов трудящихся (CISL). В 1991 году ушёл из Конфедерации профсоюзов, так как был назначен министром труда в правительстве Джулио Андреотти.
В 1997 году Христианско-демократическая партия была расформирована, и Франко Марини стал лидером Итальянской народной партии (Partito Popolare Italiano). В 1999 году он был избран в Европейский парламент, в котором работал до 2004 года и занимался вопросами международной политики и безопасности.
В 2006 году в Италии проходили всеобщие выборы, на которых победу одержали левоцентристские партии. 29 апреля 2006 года Франко Марини с третьей попытки был выбран председателем верхней палаты итальянского парламента — Сената. За Марини проголосовали 165 сенаторов, 156 голосов получил Джулио Андреотти, бывший соратник Марини по Христианско-Демократической партии.
В январе 2008 года в Италии разразился правительственный кризис, в результате которого Премьер-министр Романо Проди ушел в отставку. 30 января 2008 года Президент Италии Джорджо Наполитано предложил Марини возглавить правительство. Марини поручено сформировать временное правительство Италии, которое должно будет подготовить реформу избирательной системы, с тем, чтобы затем провести всеобщие выборы по новой избирательной системе.